# Luis Rojas Lagos
Luis Andrés Rojas Lagos es un exfutbolista profesional chileno.

## Trayectoria
Se inició en el fútbol amateur de su ciudad. Sus primeros pasos los dio en el club deportivo "Santa Ana" de Talca. También vistió la camiseta de su selección de Colegio San Jorge en Talca.
Debutó en el fútbol profesional el 12 de septiembre de 2009 en la fecha 9 del Fútbol de Chile, ante Huachipato en Concepción, reemplazando a Enzo Gutiérrez al minuto 79' del partido. En esa misma fecha anotaría su primer gol en el minuto 91' recibiendo un balón de Iván Álvarez y bajándola de pecho para ingresar al área y con un "globo" vencer la portería de Nery Veloso. El resúltado favoreció a Rangers por 3-0.
Luego de buenas actuaciones, ingresando en los minutos finales de los encuentros, Rojas es confirmado de titular ante Unión Española en Santiago, donde nuevamente marca su segundo gol como profesional.

## Clubes
| Club             | País  | Año       |
| ---------------- | ----- | --------- |
| Rangers          | Chile | 2009-2012 |
| Colchagua        | Chile | 2012      |
| Deportes Linares | Chile | 2013      |

- Datos: Q5984282